# Pogorács
Pogorács (horvátul: Podgorač) falu és község Horvátországban, Eszék-Baranya megyében.

## Fekvése
Eszéktől légvonalban 37, közúton 40 km-re délnyugatra, Szlavónia középső részén, a Szlavóniai-síkságon, a Krndija-hegység északkeleti lejtői alatt, a Diakovárról Nekcsére menő főút mentén fekszik.

## A község települései
Közigazgatásilag Bijela Loza, Budimci, Kelešinka, Kršinci, Osztrosinc (Ostrošinci), Pogorács, Poganovci, Razbojište és Stepánfalva (Stipanovci) települések tartoznak hozzá.

## Története
A területén talált régészeti leletek tanúsága szerint itt már az őskortól fogva éltek emberek. 
A „Ražište” nevű lelőhelyen az újkőkori Sopot kultúra kerámiáinak különleges helyi díszítési formája található, melyet róla Ražište-típusnak neveztek el. A másik jelentős újkőkori lelőhely „Breški gaj”, ahol a korai neolitikumhoz tartozó Starčevo-kultúra spirális B csoportjához tartozó kerámiák kerültek elő. Rajtuk kívül a litzeni kerámiákat és pannóniai berakásos díszítésű kerámiákat is találtak, melyek átmenetet képeznek a kora és a középső bronzkor között.
A település első írásos említése „Pagraach” néven 1299-ből származik. A 14. század végén már mezőváros és birtokközpont volt vásártartási joggal. A pogorácsi birtokhoz 26 környékbeli kis falu tartozott. Nekcse várának tartozékaként a Nekcsei család volt az ura, majd a 15. század közepén a Garai család birtoka volt. 1467-ben várát is említik „Castellanus de Poygaracz” alakban. A török 1530 körül szállta meg. 1532-ben Szulejmán szultán Ibrahim pasa nagyvezírnek adományozta. A 16. század közepétől a Pozsegai szandzsák egyik náhijeközpontja volt. A török korban lakosságának összetétele jelentősen megváltozott. Az elmenekült horvátok helyére muzulmánok és pravoszláv szerbek települtek be.
A térség településeivel együtt 1687-ben szabadult fel a török uralom alól. A 17. század végén újabb nagy lakosságcsere következett, amikor a Felső-Drávamente, Lika és a horvát Hegyvidék térségeiből horvát családok érkeztek. A 18. század elejétől a nekcsei uradalom része volt, mely 1734-ben a Pejacsevich család birtoka lett. Pejacsevich II. József a század második felében létrehozta pogorácsi uradalmat, melyet halála után (1787-ben) fia Zsigmond örökölt. A 18. századtól nagyarányú gazdasági fejlődés következett, mely a kukoricatermesztés meghonosításában, az állatkereskedelemben, új ipari vállalkozások (üveggyártás, hamuzsír előállítása) alapításában mutatkozott meg. A rossz közlekedési viszonyok és a tőkehiány miatt azonban ezek a kis vállalatok hamarosan megszűntek. A 19. század közepén az uradalmat Pejacsevich Pál örökölte, aki megalapította a helyi tűzoltó egyesületet, támogatta az iskola, a plébániaház és az olvasóterem felépítését. A 19. század folyamán német, magyar és szlovák nyelvű lakosság települt be.
Az első katonai felmérés térképén „Podgoracs” néven található. Lipszky János 1808-ban Budán kiadott repertóriumában „Podgoracs” néven szerepel.
Nagy Lajos 1829-ben kiadott művében „Podgorach” néven 136 házzal, 876 katolikus és 9 ortodox vallású lakossal az oppidumok között találjuk.
A településnek 1857-ben 1113, 1910-ben 1682 lakosa volt. Verőce vármegye Nekcsei járásának része volt. Az 1910-es népszámlálás adatai szerint lakosságának 89%-a horvát, 3-3%-a magyar és német, 2%-a szerb anyanyelvű volt. Az első világháború után 1918-ban az új szerb-horvát-szlovén állam, majd később (1929-ben) Jugoszlávia része lett. A falu 1991-től a független Horvátországhoz tartozik. 1991-ben lakosságának 92%-a horvát, 4%-a szerb nemzetiségű volt. 2011-ben a falunak 866 lakosa volt.

## Lakossága
| Lakosság változása | Lakosság változása | Lakosság változása | Lakosság változása | Lakosság változása | Lakosság változása | Lakosság változása | Lakosság változása | Lakosság változása | Lakosság változása | Lakosság változása | Lakosság változása | Lakosság változása | Lakosság változása | Lakosság változása | Lakosság változása |
| ------------------ | ------------------ | ------------------ | ------------------ | ------------------ | ------------------ | ------------------ | ------------------ | ------------------ | ------------------ | ------------------ | ------------------ | ------------------ | ------------------ | ------------------ | ------------------ |
| 1857               | 1869               | 1880               | 1890               | 1900               | 1910               | 1921               | 1931               | 1948               | 1953               | 1961               | 1971               | 1981               | 1991               | 2001               | 2011               |
| 1.113              | 1.296              | 1.168              | 1.449              | 1.671              | 1.682              | 1.577              | 1.525              | 1.444              | 1.618              | 1.585              | 1.351              | 1.165              | 1.171              | 956                | 866                |

## Gazdaság
A helyi gazdaság alapja a mezőgazdaság (ezen belül a gabona és zöldségtermesztés) és az állattartás (sertés, szarvasmarha, juh). A horvát gazdasági kamara rendelkezésre álló adatai szerint 2003-ban összesen 45 gazdasági társaságot (29 intézmény, szervezet, közösség és testület, valamint 16 vállalat) regisztráltak a község területén. A 16 vállalat közül 9 magántulajdonban, 3 szövetkezeti és 4 közös tulajdonban volt. A 13 kereskedelmi vállalkozás közül 8 a mezőgazdaság, a vadászat és az erdészet, 2 a feldolgozóipar, 2 az áruszállítás egy pedig az építőipar területén működött. A gazdasági egységekben a községben összesen 177 foglalkoztatott volt (ebből 51 nő), míg a munkanélküliek száma 464 fő (237 nő).

## Nevezetességei
Szent Miklós tiszteletére szentelt római katolikus plébániatemploma 1806-ban épült klasszicista stílusban. Egyhajós épület félköríves szentéllyel, a szentély keleti oldalához csatlakozó sekrestyével, a főhomlokzat felett emelkedő harangtoronnyal.
Pejácsevich Pál gróf pogorácsi temetőkápolnáját 1909-ben építették Wranka Pál eszéki építész tervei alapján. A mauzóleum a „templum in antis” neoklasszicista templom historikus értelmezésében épült. Egyedülálló építészeti kialakításával és a részleteknek a neoklasszicizmus stílusában történő alkalmazásával az egyik legértékesebb, mauzóleumi funkciót is ellátó temetőkápolna a 20. század elejéről.

## Kultúra
A KUD Podgoračani kulturális és művészeti egyesületet 1991-ben alapították. Jelentős rendezvényeik az „Oj, jesenske duge noći” (Ó azok a hosszú őszi éjszakák), az „Uskrsni stol u Podgoraču” (Pogorácsi húsvéti asztal) és „Podgoračke ljetne noći” (Pogorácsi nyári éjszakák) folklórfesztiválok.

## Oktatás
A település általános iskolája Hinko Juhn helyi születésű neves horvát szobrászművész, keramikus és tanár nevét viseli. Az iskolának alsó tagozatos területi iskolái működnek Budimci, Razbojište és Stipanovci településeken. A község felső tagozatos diákjai Pogorácsra járnak.

## Sport
- NK „Sloga” Podgorač labdarúgóklub
- „Krila hrvatskih sokola” Podgorač repülőklub

## Egyesületek
- LD „Vepar 1946” Podgorač vadásztársaság
- DVD Podgorač önkéntes tűzoltó egyesület
- A Honvédő háború podgorácsi hazafiainak egyesülete